# Sembach (Reuss)
Der Sembach ist ein rund 7 km langer Bach im Kanton Aargau und ein linker Zufluss der Reuss. Er entwässert einen schmalen Landstreifen am östlichen Abhang des Lindenbergs in den Gemeinden Beinwil (Freiamt) und Auw und erreicht bei der Ortschaft Mühlau die Ebene der Reuss.

## Verlauf
Die sechs Sembachquellen liegen unterhalb von Schloss Horben in einem grösstenteils bewaldeten Bereich der Seitenmoränen des eiszeitlichen Reussgletschers am Lindenberg in mehreren kleinen Erosionsrinnen. Rund einen Kilometer nördlich liegt der Quellbereich des ebenfalls zur Reuss abfallenden Wissenbachs und weniger als ein Kilometer trennt die Sembachquellen im Süden vom Lauf des Mariahaldenbachs, eines Quellzuflusses des Sinserbachs.
Das schmale Tal des Sembachs verlässt den bewaldeten Moränenzug bei der Ortschaft Wiggwil, die zur Gemeinde Beinwil gehört. Oberhalb des Dorfes speiste er früher einen Teuchelweiher. Im Dorfbrief von 1749 sind die Pflichten der Bewohner zum Unterhalt der drei Stege und der Brücke sowie der Wasserschwellen festgeschrieben. Bis zum Bau der Ortswasserversorgung im Jahr 1895 lieferten zwei Brunnenträge in Wiggwil das Trink- und Nutzwasser für die Bewohner.
Der Bach durchquert eine flache Geländestufe unterhalb des Dorfes und fliesst zu der im Jahr 1564 erstmals erwähnten Eichmühle, einer Lehenmühle des Klosters Muri, die der neue Pächter Heini Bär damals als Ersatz für eine ältere, näher beim Dorf gelegene Mühle errichten musste. Am neuen Standort in der Eichmatte konnte zusätzliches Wasser aus dem nördlichen Einzugsbereich des Mariahaldenbachs und aus dem Krebsbach in den Mühleweiher geleitet werden. Nach dem Lehenbrief von 1766 gehörten zur Mühle am Sembach auch noch ein Wohnhaus, ein Speicher, eine Ölreibe und die untere Wyssmühle. Nach der Aufhebung des Klosters Muri im Jahr 1841 verkaufte die kantonale Klostergutverwaltung das Eichmühlegut 1842 an Rupert, Johann und Heinrich Villiger. Die 1862 unterhalb der Eichmühle am Sembach gebaute historische Sägemühle, deren Weiher südlich des Sembachs noch vorhanden ist, hat als Kulturobjekt in das Bundesinventar der Kulturgüter regionaler Bedeutung Eingang gefunden.
Von der Eichmühle fliesst der Sembach über die rund einen Kilometer breite Ebene zwischen Rüstenschwil und Auw. Er durchquert dann weitere, teilweise bewaldete Moränenzüge, die den Bachlauf nach Norden ablenken. Beim Austritt des Sembachs in die Ebene der Reuss liegt die Ortschaft Mühlau auf dem kleinen vom Bach geschaffenen Schwemmkegel. Der im 13. Jahrhundert erstmals erwähnte Ortsname ist wohl von einer alten Mühle am Sembach abgeleitet. Im Tobel oberhalb des Dorfes liegt rechts vom Sembach der Mühleweiher.
Südöstlich von Mühlau überquert die im Jahr 1881 von der Aargauischen Südbahn eröffnete Strecke, die heutige Bahnlinie Lenzburg–Rotkreuz der SBB, das Tal des Sembachs auf einer Eisenbahnbrücke.

## Wasserbau
Seit der ersten Melioration der Reussebene durch den Kanton Aargau um 1860 fliesst der Sembach nicht mehr direkt bei der Brücke von Mühlau in die Reuss, sondern an der gleichen Stelle in den westlich des neuen Reussdammes angelegten Binnenkanal, der die Ebene von Mühlau bis Rottenschwil entwässert. Um 1960 erhielt der Kanal in der Ebene nördlich von Mühlau ein neu angelegtes Flussbett und nahm jetzt auch den von Chestenberg in die Ebene austretenden Landbach auf. Das neue Kanalstück wurde als Zwischenkanal (Nebenkanal) zum Reusskanal bezeichnet. Bei der zweiten grossen Sanierung der Reussebene um 1975 sind die Kanäle bei Mühlau neu angelegt und um das Naturschutzgebiet bei Oberschoren herumgeführt worden. Das Wasser aus den Hangbächen und den Entwässerungskanälen gelangt durch Pumpwerke in die Reuss.

## Fischerei
Der Unterlauf des Sembach bei Mühlau ist dem aargauischen Fischereirevier Nr. 104 Reusskanal zugeteilt.
Um 2012 errichtete der Kanton Aargau am Sembach kleine Schutzbauten gegen Hochwasser.